# Дивље месо (ТВ филм)
Дивље месо је југословенски телевизијски филм из 1982. године. Режирао га је Слободан Унковски, а сценарио је писао Горан Стефановски.